# 뮬러 행렬
뮬러 행렬(Mueller matrix) 또는 뮬러 계산식(Mueller calculus)은 결맞지 않은 빛의 편광상태를 기술하는 스토크스 벡터(Stokes vector)를 다루기 위한 행렬 표현식이다. 이 방법은 1943년 매사추세츠 공과대학교의 물리학 교수 한스 뮬러에 의해 고안되었다. 완전편광된 빛은 뮬러 행렬이나 보다 단순한 존스 행렬으로 계산할 수 있지만, 편광되지 않았거나 부분편광된 빛은 뮬러 행렬로 풀어야만 한다. 결맞은 빛(Coherent light)의 경우엔 빛의 세기(intensity)보다는 진폭(amplitude)과 관계되기 때문에 일반적으로 존스 계산식을 이용하여 계산한다.
임의의 완전편광, 부분편광, 또는 편광되지 않은 상태의 빛은 스토크스 벡터({\displaystyle {\vec {S}}})로 나타낼 수 있으며, 광학계는 뮬러 행렬 {\displaystyle {\mathrm {M} }\,}으로 표현할 수 있다. 빛이 어떤 광학계 M을 통과하기 전의 상태를 {\displaystyle {\vec {S}}_{i}}, 통과한 후의 상태를 {\displaystyle {\vec {S}}_{o}}라고 하면, 다음과 같이 기술할 수 있다.
{\displaystyle {\vec {S}}_{o}=\mathrm {M} {\vec {S}}_{i}\ .}
만약 빛이 여러 광학계 M1, M2, M3를 차례로  통과한 경우는 다음과 같이 된다.
{\displaystyle {\vec {S}}_{o}={\bigg (}\mathrm {M} _{3}{\Big (}\mathrm {M} _{2}(\mathrm {M} _{1}{\vec {S}}_{i}\ {\big )}{\Big )}{\bigg )}\ .}
이때, 행렬의 곱은 다음과 같이 쓸 수 있다.
{\displaystyle {\vec {S}}_{o}=\mathrm {M} _{3}\mathrm {M} _{2}\mathrm {M} _{1}{\vec {S}}_{i}\ .}
이때, 교환법칙은 성립하지 않음을 주의해야 한다. 일반적으로는,
{\displaystyle \mathrm {M} _{3}\mathrm {M} _{2}\mathrm {M} _{1}{\vec {S}}_{i}\neq \mathrm {M} _{1}\mathrm {M} _{2}\mathrm {M} _{3}{\vec {S}}_{i}\ .}
이다.

## 뮬러행렬의 적용
다음은 이상적인 일반 광학계의 뮬러 행렬들이다.
| 뮬러 행렬                                                                                           | 광학 소자                           |
| --------------------------------------------------------------------------------------------------- | ----------------------------------- |
| {\displaystyle {1 \over 2}{\begin{pmatrix}1&1&0&0\\1&1&0&0\\0&0&0&0\\0&0&0&0\end{pmatrix}}\quad }   | 선형 편광자 (수평투과)              |
| {\displaystyle {1 \over 2}{\begin{pmatrix}1&-1&0&0\\-1&1&0&0\\0&0&0&0\\0&0&0&0\end{pmatrix}}\quad } | 선형 편광자 (수직투과)              |
| {\displaystyle {1 \over 2}{\begin{pmatrix}1&0&1&0\\0&0&0&0\\1&0&1&0\\0&0&0&0\end{pmatrix}}\quad }   | 선형 편광자 (+45°투과)              |
| {\displaystyle {1 \over 2}{\begin{pmatrix}1&0&-1&0\\0&0&0&0\\-1&0&1&0\\0&0&0&0\end{pmatrix}}\quad } | 선형 편광자 (-45°투과)              |
| {\displaystyle {\begin{pmatrix}1&0&0&0\\0&1&0&0\\0&0&0&-1\\0&0&1&0\end{pmatrix}}\quad }             | 빠른축이 수직인 사분파장 위상지연자 |
| {\displaystyle {\begin{pmatrix}1&0&0&0\\0&1&0&0\\0&0&0&1\\0&0&-1&0\end{pmatrix}}\quad }             | 빠른축이 수평인 사분파장 위상지연자 |
| {\displaystyle {\begin{pmatrix}1&0&0&0\\0&1&0&0\\0&0&-1&0\\0&0&0&-1\end{pmatrix}}\quad }            | 빠른축이 수직인 이분파장 위상지연자 |
| {\displaystyle {1 \over 4}{\begin{pmatrix}1&0&0&0\\0&1&0&0\\0&0&1&0\\0&0&0&1\end{pmatrix}}\quad }   | 감쇠 필터 (25% 투과)                |

## 같이 보기
- 스토크스 변수(Stokes parameter)
- 존스 행렬(Jones matrix)
- 편광(Polarization)